# Frank Selvy
Franklin Delano "Frank" Selvy (ur. 9 listopada 1932 w Corbin, zm. 13 sierpnia 2024 w Simpsonville) – amerykański koszykarz, obrońca, uczestnik spotkań gwiazd NBA, trener.

## Osiągnięcia
NCAA
- 2-krotny zawodnik roku konferencji Southern (1953, 1954)[3]
- Wybrany do I składu All-American (1954)[4]
- Wybrany do All-American Second Team (1953)[4]
- 2-krotny lider strzelców NCAA (1953-1954)[5]

Rekordy NCAA Division I
- Największa liczba:
  - punktów (100) zdobytych w trakcie jednego spotkania (przeciw Newberry, 13.02.1954)[5]
  - celnych rzutów:
    - z gry (41), uzyskanych w trakcie pojedynczego spotkania (przeciw Newberry, 13.02.1954)[5]
    - wolnych (355), uzyskanych w pojedynczym sezonie (1953/54)[5]

  - oddanych rzutów wolnych (444) w pojedynczym sezonie (1953/54)[5]

NBA
- 3-krotny finalista NBA (1957, 1962-1963)[6]
- 2-krotny uczestnik meczu gwiazd NBA (1955, 1962)[2]